# Slobomir
Slobomir (en serbe cyrillique : Слобомир) est un village de Bosnie-Herzégovine. Il est situé sur le territoire de la ville de Bijeljina et dans la république serbe de Bosnie. Selon les premiers résultats du recensement bosnien de 2013, il ne compte aucun habitant.

## Histoire
Le village a été fondé par Slobodan Pavlović, un homme d'affaires serbe de Bosnie. Selon Pavlović, il est destiné à devenir une des villes les plus importantes de la Bosnie-Herzégovine d'après guerre, s'étendant à la fois en Bosnie-Herzégovine et en Serbie. Son nom combine le prénom de Slobodan Pavlović et celui de sa femme Mira, l'ensemble signifiant ainsi « la ville de la liberté et de la paix »[réf. nécessaire].